# Prix Jirō-Osaragi
Pour l’article homonyme, voir Prix Jirō Osaragi de la critique.

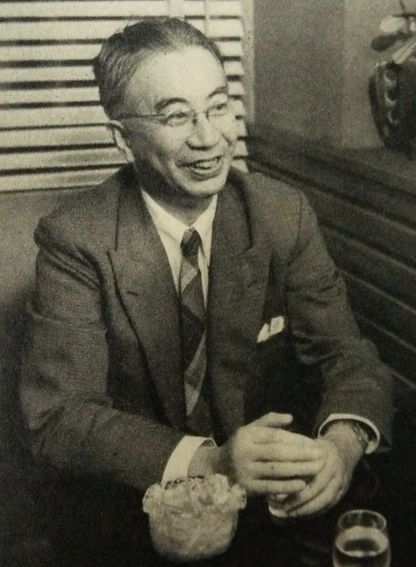
Jirō Osaragi

Le prix Jirō-Osaragi 大佛次郎賞, Osaragi Jirō Shō) est un prix littéraire japonais, décerné tous les ans par le quotidien Asahi shinbun. Le prix est attribué en mémoire de l'écrivain Jirō Osaragi à des romans, des textes historiques et documentaires. Sont récompensés les textes remarquables en prose et les travaux comparatifs consacrés à l'histoire, à l'histoire des mentalités et à la culture. Le prix est créé en 1973, l'année du décès de l'écrivain. Les lauréats sont récompensés par une médaille et un prix en argent de 2 millions de yens.
En 2001, l'Asahi shinbun a également créé le « prix Jirō-Osaragi de la critique » (大佛次郎論壇賞, Osaragi Jirō rondanshō).

## Liste des lauréats
- 1974
  - Yoshio Nakano pour Kenjirō Tokutomi (徳冨蘆花)
  - Takeshi Umehara pour Suitei no uta: Kakinomoto no Hitomaro-ron (水底の歌　柿本人麿論)
- 1975
  - Yamakawa Kikue pour Oboegaki: Bakumatsu no domaine de Mito (覚書　幕末の水戸藩)
  - Hidekazu Yoshida pour Yoshida Hidekazu zenshū (吉田秀和全集)
- 1976
  - Chin Shunshin pour Tonkōshi no tabi (敦煌の旅)
  - Kyūzō Katō pour Ten no hebi – Nikolai Newski no shōgai (天の蛇－ニコライ・ネフスキーの生涯, ~ Nikorai Nefusuki no shōgai)
- 1977
  - Yoshie Hotta pour Francisco de Goya (フランシスコ・デ・ゴヤ, Furanshisuko de Goya)
  - Maruyama Masao pour Senchū to sengo no aida (戦中と戦後の間)
- 1978
  - Noboyuki Kondō pour Usui Kujima (小島烏水)
  - Hiroshi Takada pour Kotoba no umi e Ōtsuki Fumihiko-den (言葉の海へ　大槻文彦伝)
- 1979
  - Yoshizō Kawamori pour Paris no yūshō – Baudelaire no Paris (パリの憂愁 - ボードレールのパリ, ~ Bōdorēru no Pari)
  - Yasushi Hinata pour Hate naki tabi (果てなき旅)
- 1980
  - Sin-Itiro Tomonaga pour Butsurigaku to wa nan darōka (物理学とは何だろうか)
  - Shūichi Katō pour Nihon bungakushi josetsu (日本文学史序説)
- 1981
  - Kinya Abe pour Chūsei no mado kara (中世の窓から)
  - Yoshihiko Uchida pour Sakuhin toshite no shakaikagaku (作品としての社会科学)
- 1982
  - Shunsuke Tsurumi pour senjiki nihon no seishinshi (戦時期日本の精神史)
  - Hayao Kawai pour Mukashibanashi to nihonjin no kokoro (昔話と日本人の心)
- 1983
  - Kenzaburō Ōe pour Atarashii hito yo ganzameyo (新しい人よ眼ざめよ)
  - Shimura Fukumi pour Isshoku isshō (一色一生)
- 1984
  - Sekihan Kin pour Kazantō (火山島)　
  - Tooru Hoga pour Kaiga no ryōbun: Kindai nihon hikakubunkashi kenkyū (絵画の領分　近代日本比較文化史研究)
- 1985
  - Shinobu Ōe pour Kogarashi no toki (凩の時)　
  - Tetsuo Miura pour Hakuya o tabisuru hitobito (白夜を旅する人々)
- 1986
  - Magoroku Ide pour Owari naki tabi - „Chūgoku zanryōkoji“ no rekishi to genzai (終わりなき旅－「中国残留孤児」の歴史と現在)
  - Otohiko Kaga pour Jitsugen (湿原)
- 1987
  - Akira Yamada pour Augustinus kōwa (アウグスティヌス講話)
- 1988
  - Ryōtarō Shiba pour Dattan shippūroku (韃靼疾風録)
  - Keiji Yamada pour Kuroi kotoba no kūkan – Miura Baien no jizen tetsugaku (黒い言葉の空間－三浦梅園の自然哲学)
- 1989
  - Saburō Nishimura pour Linné to sono shitotachi (リンネとその使徒たち)
  - Masazumi Harada pour Minamata ga utsusu sekai (水俣が映す世界)
- 1990
  - Shirō Miyashita (ja) pour Hon no toshi Lyon (本の都市リヨン)
  - Hideo Fujikawa pour Kan Chazan (菅茶山)
  - Yoshikazu Nakamura pour Sei naru Roshia o motomete: Kyūkyōto no Yūtopia (聖なるロシアを求めて 旧教徒のユートピア)
- 1991
  - Yoshio Ōzasa pour Kagan no hito : Shōtarō Hanayagi (花顔の人 花柳章太郎)
- 1992
  - Ānshēng Yan pour Nihon ryūgaku seishinshi (日本留学精神史)
  - Konishi Jin'ichi pour Nihon Bungeishi (日本文藝史)
- 1993
  - Takafusa Nakamura pour Shōwa-shi (昭和史)
  - Tomio Tada pour Meneki no imiron (免疫の意味論)
- 1994
  - Shunsuke Kamei pour American Hero no keifu (アメリカン・ヒーローの系譜, Amerikan hīrō ~)
  - Akira Yoshimura pour Tengu sōran (天狗争乱)
- 1995
  - Kyūrō Oda[1] pour Sengo shidan shishi (戦後詩壇私史)
  - Eisuke Nakazono pour Torii Ryūzō-den (鳥居龍蔵伝)
- 1996
  - Hidetarō Sugimoto pour Heike Monogatari (平家物語)
  - Masao Yamaguchi pour „Haisha“ no seishinshi (「敗者」の精神史)
- 1997
  - Sususumu Nakanishi pour Genji Monogatari to Haku Kyoi (源氏物語と白楽天)
  - Hideto Nakajima pour Robert Hooke: Newton ni kesareta otoko (ロバート・フック　ニュートンに消された男, Robāto Fukku: Nyūton ~)
- 1998
  - Morio Kita pour Seinen Mokichi, Sōnen Mokichi, Hōkō Mokichi, Mochiki Bannen (青年茂吉, 壮年茂吉, 茂吉彷徨, 茂吉晩年)
- 1999
  - Yūichi Takai pour Takaraka na banka (高らかな挽歌)
  - Saiichi Maruya pour Shinshin hyakunin isshu (新々百人一首)
- 2000
  - Shōtarō Yasuoka pour Kagamigawa (鏡川)
- 2001
  - Yūko Tsushima pour Warai Ōkami (笑いオオカミ)
  - Nobitoshi Hagiwara pour Tōi gake: Ernest Satow nikkishō (遠い崖 アーネスト・サトウ日記抄)
- 2002
  - Hideo Osabe pour Sakurambo to kirisuto: Mō hitotsu no Dazai Osamu-den (桜桃とキリスト もう一つの太宰治伝)
  - Ikuo Kameyama pour Haritsuke no roshia: Staline to geijutsukatachi (磔のロシア スターリンと芸術家たち)
- 2003
  - Yoshitaka Yamamoto pour Jiryoku to jūryoku no hakken (磁力と重力の発見)
- 2004
  - Kazumi Saeki pour Tettō kazoku (鉄塔家族)
  - Midori Wakakuwa pour Quattro ragazzi : Tenshōken ōshōnen shisetsu sekaiteikoku (クワトロ・ラガッツィ 天正少年使節と世界帝国)
- 2005
  - Taeko Tomioka pour Saikaku no kanjō (西鶴の感情)
  - Hideo Levy (Rībi Hideo) pour Chiji ni kudakete (千々にくだけて)
- 2006
  - Hiroshi Tasogawa pour Akira Kurosawa vs Hollywood: „Tora! Tora! Tora!“ sono nazo no subete (黒澤明VS.ハリウッド 「トラ・トラ・トラ!」その謎のすべて)
  - Noboru Tsujihara pour Hana wa sakuraki (花はさくら木)
- 2007
  - Shūichi Yoshida - Akunin (悪人)
  - Hazuki Saishō pour Shin'ichi Hoshi : 1001 hanashi o tsukutta hito (星新一　一〇〇一話をつくった人)
- 2008
  - Kazuichi Iijima pour Shussei zen’ya (出星前夜)
- 2009
  - Kyūyō Ishikawa pour Kindai Shoshi (近代書史)
- 2010
  - Kyôji Watanabe, pour Kurofune zenya. Roshia, Ainu, Nihon no sangokushi, La nuit d'avant les bateaux noirs. Les trois royaumes : la Russie, les Aïnous, le Japon (Editions Yôsensha).
- 2011
  - Tsukasa Osamu, pour Hon no mahô, La magie des livres (Editions Hakusuisha).
- 2012
  - Minae Mizumura, pour Haha no isan, shinbun shôsetsu, L'héritage de la mère, roman-journal (Editions Chuo-Koron).
- 2013
  - Yûzaburô Otokawa, pour Sekiryô sanmyaku, La cordillère des montagnes (Editions Shinchôsha).
- 2014
  - Ikuo Hasegawa, pour Yoshida Kenichi, Yoshida Kenichi (Editions Shinchôsha).
- 2015
  - Kim Si-jong, pour Chōsen to Nihon ni ikiru — Saishūtō kara Ikaino e (朝鮮と日本に生きる－済州島から猪飼野へ), Vivre en Corée et au Japon (Editions Iwanami Shoten).
- 2016
  - Jirō Asada pour Kikyō (帰郷)
- 2017
  - Kaoru Takamura pour Tsuchi no ki jō (土の記　上) et Tsuchi no ki ge (土の記　下)
- 2018
  - Yūsuke Kakuhata pour Kyokuyakō (極夜行)
- 2019
  - Sō Kurokawa pour Tsurumi Shunsuke den (鶴見俊輔伝)
- 2020
  - Ken Utsumi pour Kinkaku o yakanakereba naranu — Hayashi Yōken to Mishima Yukio (金閣を焼かなければならぬ　林養賢と三島由紀夫)